# Thesaurus Picturarum
Der Thesaurus Picturarum des Marcus zum Lamm ist eine frühe enzyklopädische Sammlung von Wissen mit einem hohen Anteil an bildlichen Darstellungen aus der Zeit um die Wende des 16. zum 17. Jahrhundert. 
Autor der Sammlung ist der Heidelberger Jurist, kurpfälzische Kirchenrat und Pionier der Ornithologie, Marcus zum Lamm (1544–1606).

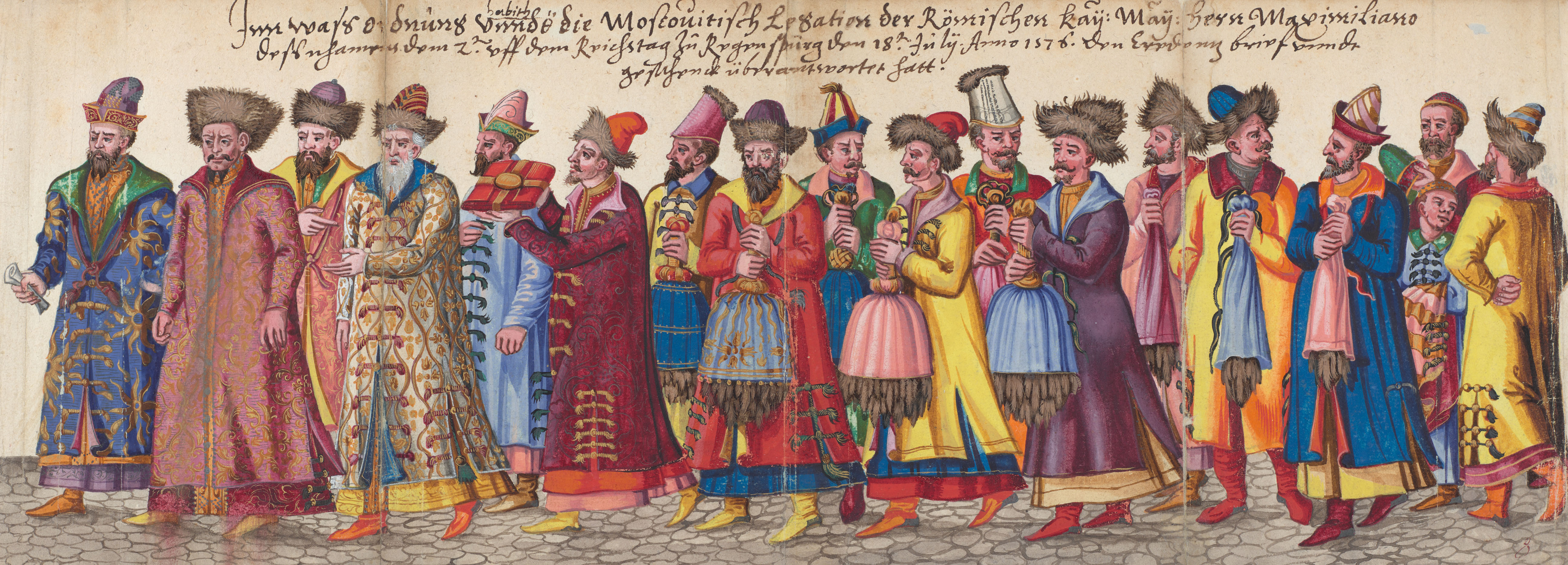
Die russische Gesandtschaft auf dem Reichstag zu Regensburg 1576

## Inhalt

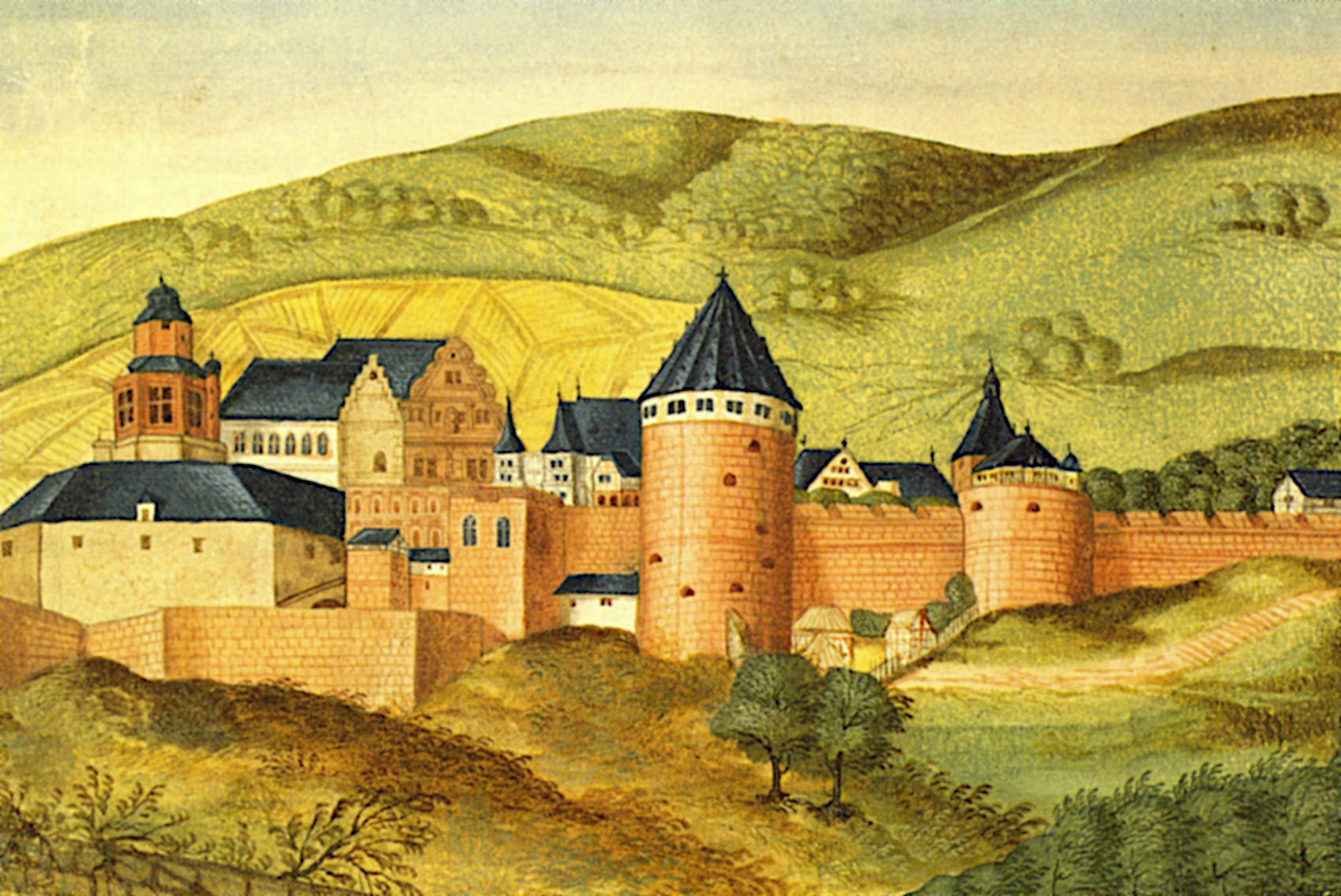
Heidelberger Schloss im Thesaurus Picturarum

Marcus zum Lamm 1587

Mit dem Thesaurus Picturarum („Schatz der Bilder“) versuchte Marcus zum Lamm das Wissen seiner Zeit in Text und Bildern möglichst umfassend in Buchform zu dokumentieren. Das hier repräsentierte Wissen ist dabei von der subjektiven Wahrnehmung des Autors geprägt, besonders da, wo die konfessionellen Konflikte der Zeit behandelt werden.
Zum Lamm trug die Dokumente mit viel Energie und Aufwand zusammen und forschte z. B. auf den Frankfurter Messen gezielt nach Abbildungen, die ihm fehlten. Freunde und Angehörige unterstützten ihn beim Sammeln. So ist die Darstellung einer aufgebahrten fürstlichen Persönlichkeit folgendermaßen beschriftet:
„Hab Ich, Elisabett Helwigin, Meynem herrn Docttor Marxen zum Lamb disse churfürstliche leicht hinein mahln lossen zum newen jor des 1584 jars“.
Auch sein Landesherr, Kurfürst Friedrich IV. von der Pfalz, spendierte eine Darstellung von sich selbst, die er durch seinen Hofmaler anfertigen ließ, und legte Wert darauf, in zum Lamms Sammlung vertreten zu sein.

## Form
Der Thesaurus Picturarum ist eine Sammlung von Druckwerken, Bildern und Texten, die zum Lamm etwa zwischen 1564 und 1605 zusammenstellte. Das Werk enthält zahlreiche Kupferstiche, Federzeichnungen, Aquarelle und Holzschnitte, eingebunden sind auch Flugblätter, Zeitungen und andere Druckwerke und Briefe. Auch Marmorpapier aus dem Osmanischen Reich findet sich an mehreren Stellen. Zahlreich sind auch die Texte, die zum Lamm selbst niedergeschrieben hat, zum Teil Berichte über Ereignisse, die ihm bedeutend erschienen und die er kommentierte, aber auch Abschriften aus gelehrten Werken. Er verwendete sowohl biblische, antike, mittelalterliche wie auch zeitgenössische gelehrte Schriften aus verschiedensten thematischen Bereichen von Historiographie bis Naturwissenschaft, wobei sein Zugang zur Bibliotheca Palatina keine unwesentliche Rolle gespielt haben dürfte.
Die bis heute vorliegende Gliederung in 33 Bände erfolgte wohl erst nach dem Tod zum Lamms durch seinen Sohn Christian zum Lamm (* 1580).
Band 32 wird zwar wegen seiner eindeutigen Verbindung mit dem restlichen Werk als Teil dessen verstanden, entstand jedoch erst deutlich später – wahrscheinlich nach 1682. Nicht mitgezählt wird hingegen der Band, der sich in der Kunstbibliothek Berlin befindet und etwa 80 weitere Trachtenbilder enthält.

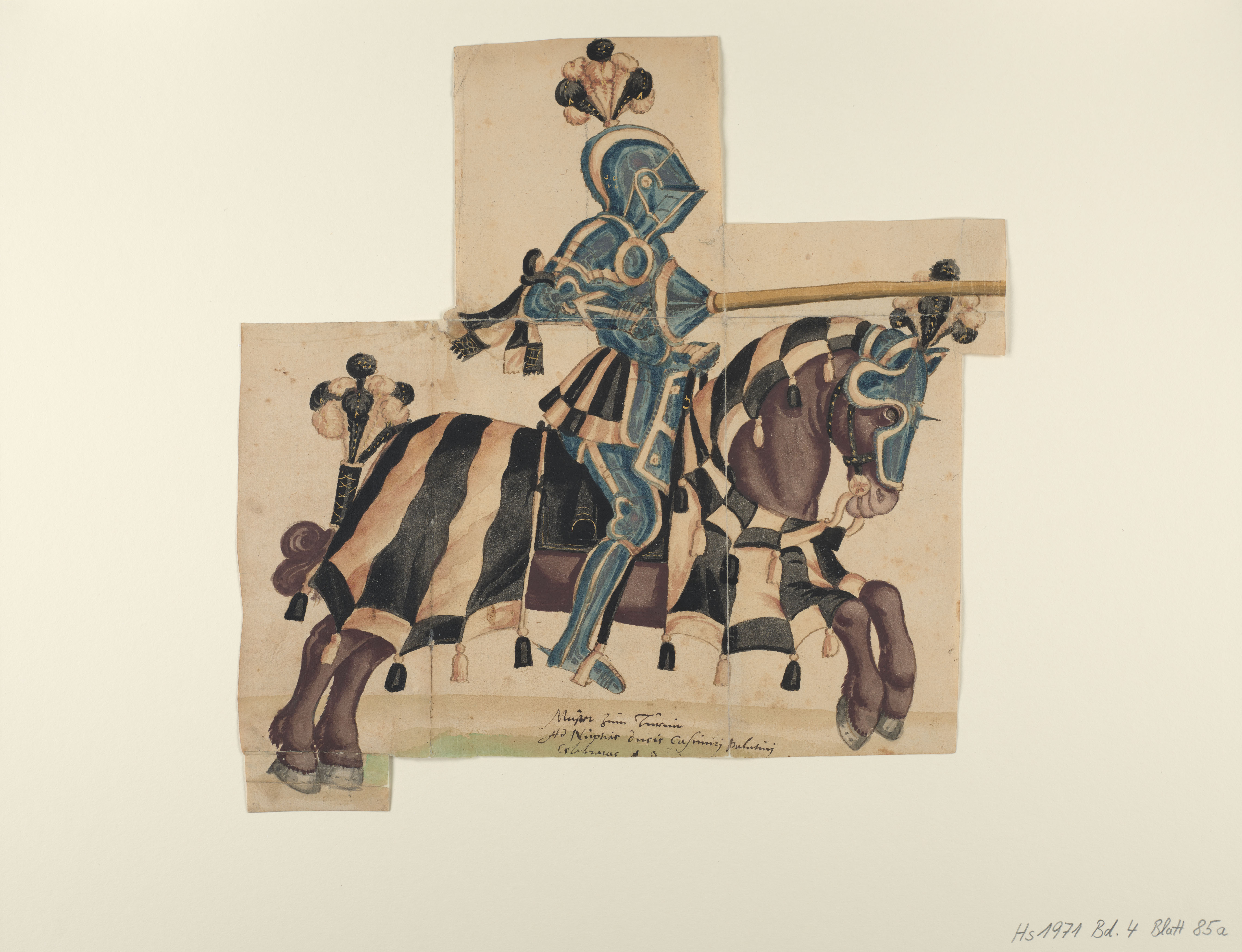
Turnierreiter bei der Hochzeit von Johann Casimir von Pfalz-Simmern und Elisabeth von Sachsen 1570

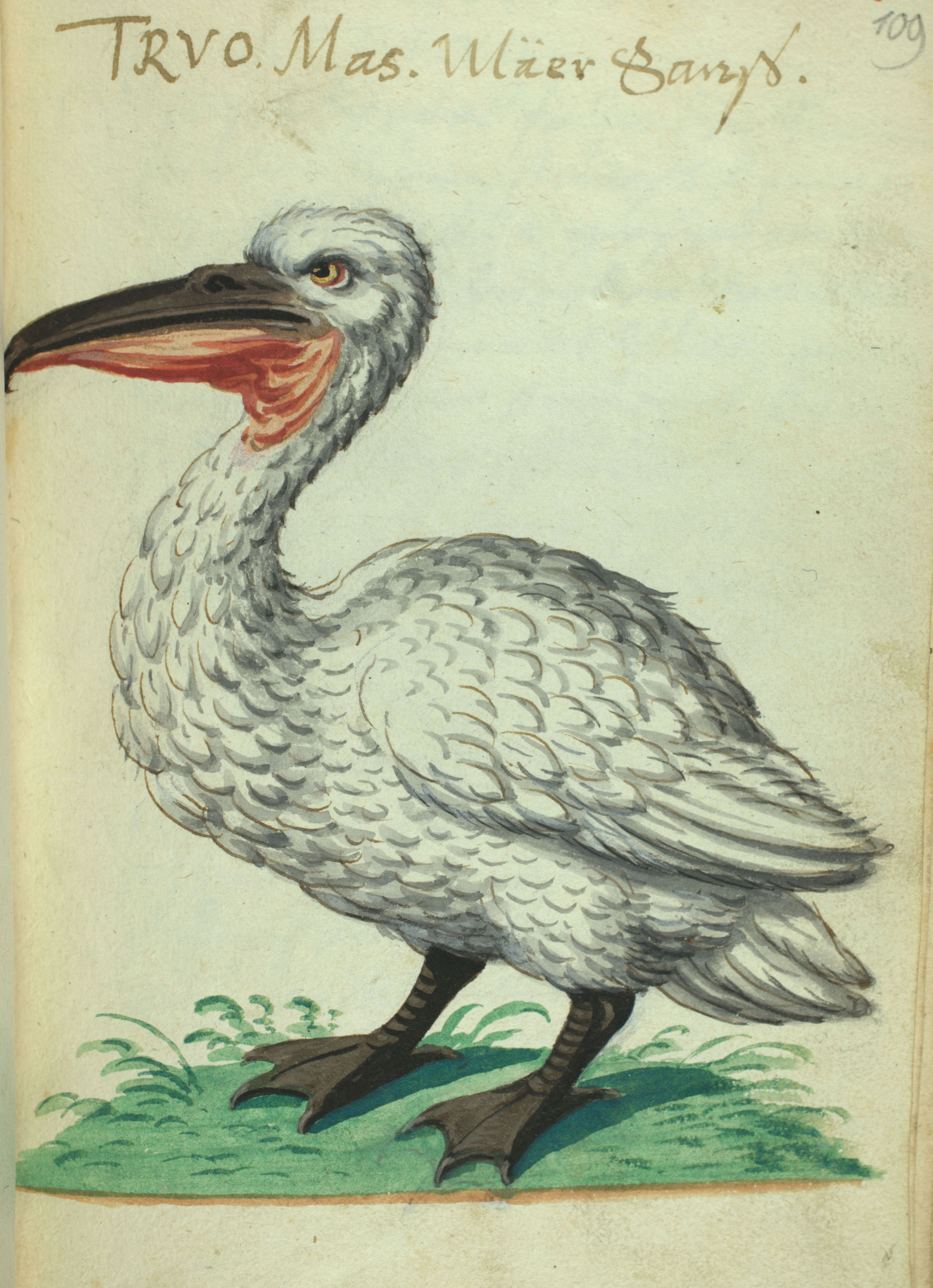
Krauskopfpelikan

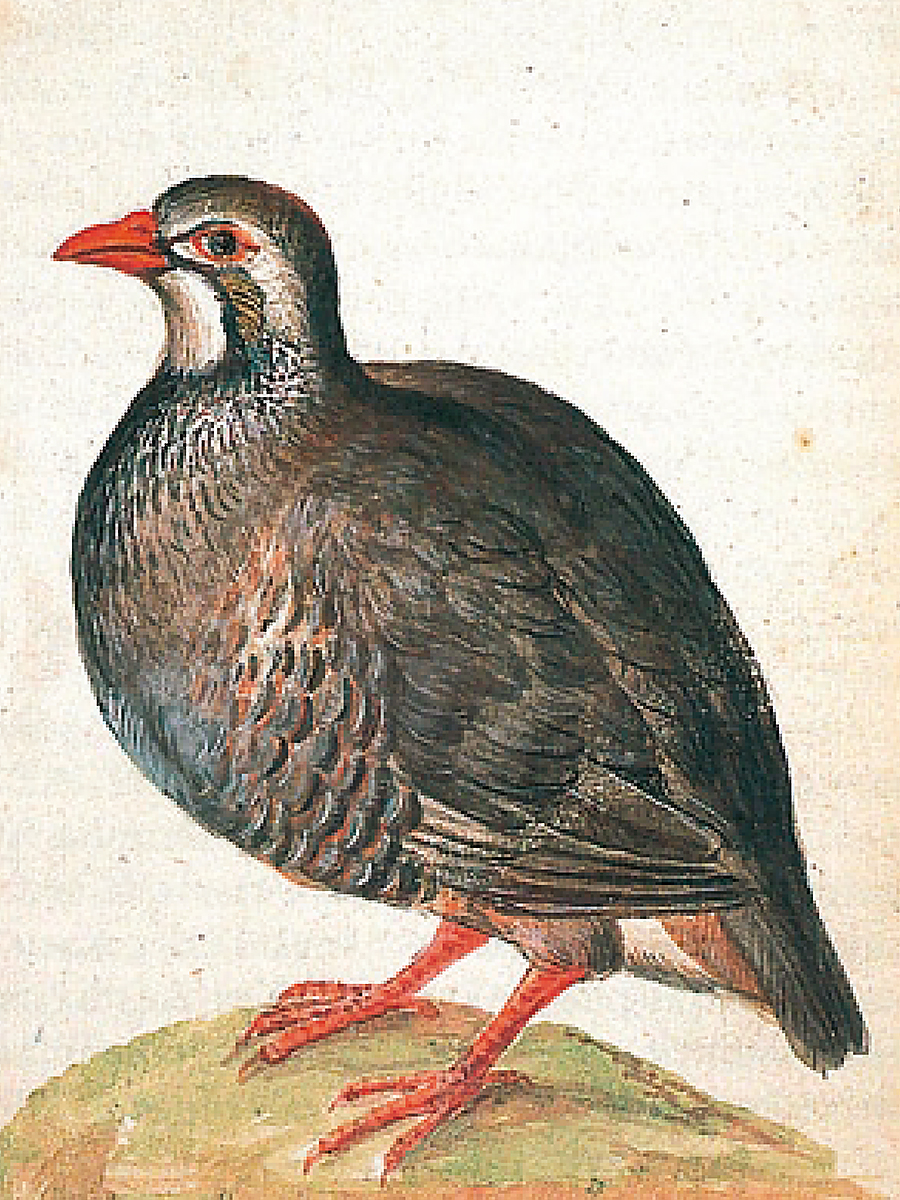
Rothuhn

Gliederung
| Band  | Titel                                                           | Inhaltsangabe                                              |
| ----- | --------------------------------------------------------------- | ---------------------------------------------------------- |
| 1, 2  | Gallica                                                         | Frankreich                                                 |
| 3     | Galliae reges et principes                                      | Französische Könige und Fürsten                            |
| 4, 5  | Palatina                                                        | Kurpfalz                                                   |
| 5     | Saxonia, Badensia, Argentina                                    | Sachsen, Baden, Straßburg                                  |
| 7     | Brabantica et Batavica                                          | Niederlande                                                |
| 8, 9  | Belgica                                                         | Belgien                                                    |
| 10    | Anglica, Danica, Polonica                                       | England, Dänemark, Polen                                   |
| 11–14 | Ungarica                                                        | Ungarn                                                     |
| 15    | Turcica                                                         | Osmanisches Reich                                          |
| 16    | Hispanica, Anglica, Polonica, Juliacensia                       | Spanien, England, Polen, Jülich und Berg                   |
| 17    | Imperatores et electores                                        | Kaiser und Kurfürsten                                      |
| 18    | Patres                                                          | Historische Persönlichkeiten                               |
| 19    | Pontifices                                                      | Päpste                                                     |
| 20    | Theologi reformati                                              | Reformierte Theologen                                      |
| 21    | Jurisconsulti                                                   | Juristen                                                   |
| 22    | Philosophi, Poetae, Musici, Pictores                            | Philosophen, Dichter, Musiker, Maler                       |
| 23    |                                                                 | Trachten                                                   |
| 24    |                                                                 | Einzüge                                                    |
| 25    | Antechristiana                                                  | Herkommen des Antichrist                                   |
| 26    | Stirps regia Christi                                            |                                                            |
| 27    | Prodigia et monstra                                             | Wunderzeichen und Monster                                  |
| 28    | Caluminiae et Sycophantiae in bonos viros religionis Lutheranae | Fehler und Vorgehen der guten Männer lutherischer Religion |
| 29–31 | Aves                                                            | Vögel                                                      |
| 32    | Imagines                                                        | Bilder                                                     |
| (33)  |                                                                 | Zusatzband                                                 |

## Themen

### Historischer Rückblick
Literaten, Persönlichkeiten der Antike und wichtige Akteure der Geschichte, besonders des Heiligen Römischen Reichs, werden vorgestellt.

### Religiöse Auseinandersetzung

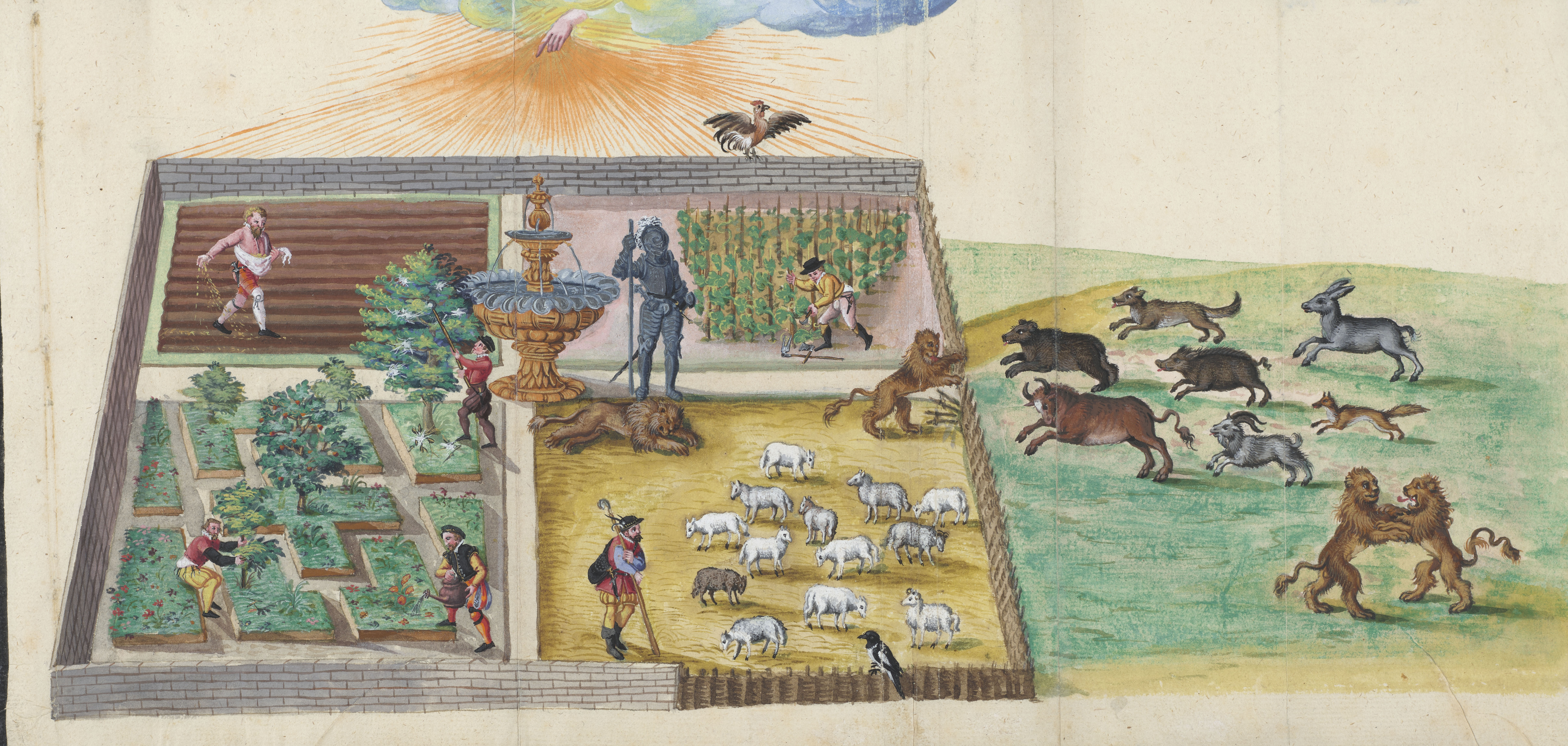
Das Einbrechen der wilden lutherischen Tiere in den Weinberg des Herrn

Der Thesaurus enthält zahlreiche Darstellungen, die sich sowohl gegen die römisch-katholische als auch gegen die lutherische Konfession wenden, sie kritisieren und karikieren. Das ist auch geprägt von dem Lebensweg des Autors, der als Reformierter von dem lutherischen Pfalzgrafen Ludwig VI. seines Amtes als Kirchenrat enthoben wurde. Im Thesaurus werden einzelne Persönlichkeiten der Reformation dargestellt und kommentiert. Er ist eine wichtige Quelle für die Umbruchzeit am Ende des 16. Jahrhunderts in der Kurpfalz und weit darüber hinaus, insbesondere für die religiösen Auseinandersetzungen zwischen Lutheranern und Calvinisten.
Die scharfen Bemerkungen zum Lamms gegen Angehörige der lutherischen Konfession erregten Ärger bei der späteren Besitzerin des Werkes, der (lutherischen) Landgräfin Sophie Eleonore von Hessen-Darmstadt (1609–1671), der durch ihre an den Rand geschriebenen Kommentare dokumentiert ist, z. B. vermerkt sie bei einer Papst-Karikatur: „Calvinisches grobes vnd injurioses gemähld“.

### Zeitgenössisches Geschehen

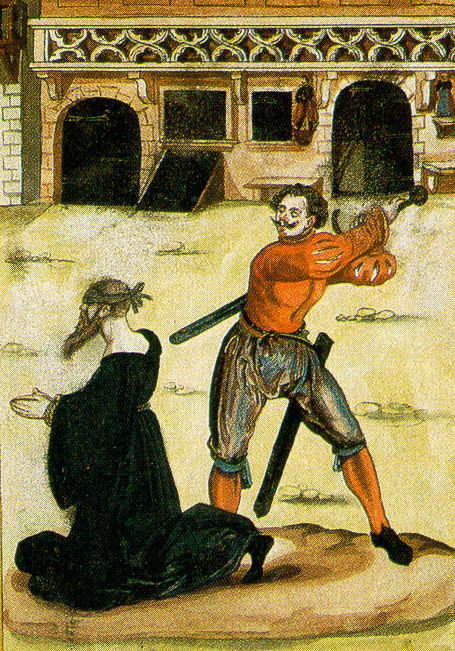
Die Enthauptung des Johannes Sylvanus 1572

Zahlreiche Schlachten der Epoche sind ein wichtiges Thema. Die behandelten kriegerischen Auseinandersetzungen sind der Englisch-Spanischer Krieg (1585–1604), der Lange Türkenkrieg (1593–1606) zwischen Habsburgern und Osmanen und der Achtzigjährige Krieg (1568–1648) zwischen Spanien und der Republik der Sieben Vereinigten Provinzen. Die Sympathien des Verfassers zu bestimmten Kriegsparteien, die meist auf konfessionellen Zugehörigkeiten fußen, werden dabei deutlich. Auch Sensationsnachrichten wurden in das Werk aufgenommen: Spektakuläre Kriminalprozesse um politische Vergehen, der angebliche Werwolf Peter Stump, Serienmörder und prophetisch gedeutete Zeichen und Wunder, aber auch politische Ereignisse wie die Ankunft der russischen Gesandtschaft auf dem Reichstag zu Regensburg 1576.
Über viele Jahre führte zum Lamm ein Journal über das jeweilige Wetter und fügte es in seinen Thesaurus ein. Das schloss neben den meteorologischen Beobachtungen nach damaligem Verständnis auch astronomisch-astrologische als bedeutend eingestufte Vorkommnisse ein. Auch verzeichnete er die Preise der Nahrungsmittel in teuren und billigen Jahren. Diese Informationen sind heute wichtige zeitgenössische Quellen.

### Prominenz
Wichtig waren zum Lamm auch prominente Menschen seiner Zeit: Der Hochadel Europas, seine Feste zu Krönung, Taufe oder Hochzeit, Turniere oder bekannte Kriminelle werden mit ihren Porträts erfasst.

### Kostüme
Mit ungewöhnlicher Akribie ließ zum Lamm die Mode seiner Zeit, die Kleidung der verschiedenen Schichten und Volksgruppen und der unterschiedlichen Regionen in mehreren Bänden darstellen. Darunter befinden sich auch die Darstellungen einer Jüdin und eines Juden aus Worms, Bilder, die heute immer wieder zur Illustration einschlägiger Werke verwendet werden. Die Bilder gab Markus zum Lamm bei Malern vor Ort und in Diensten des Kurfürsten von der Pfalz in Auftrag. Es gibt außer den bereits genannten Darstellungen solche aus Regensburg, Augsburg, Nürnberg, Basel, Straßburg, Heidelberg, Mainz, Köln, Frankfurt am Main und Amberg.

### Vogelkunde
Die Bände 29 bis 31 des Thesaurus sind dem Thema Vögel gewidmet. Umfassend dokumentierte zum Lamm die ihm bekannte Vogelwelt. Seine Vogelbilder beschränken sich nicht nur auf seltene Exotika, sondern erstrecken sich auch auf Arten, denen wegen ihrer Häufigkeit kaum Interesse entgegengebracht wurde. Seit 1577 sammelte zum Lamm konsequent Daten von etwa 185 Vogelarten, teils aus eigenen Beobachtungen im Freiland, teils aus den Vogelhaltungen am Heidelberger Hof, sodann tote Vögel vom Markt und aus der Hofküche. Vier Maler erhielten von ihm Aufträge, um Aquarelle der Vögel anzufertigen. Dadurch entstand die erste von Anfang an farbig angelegte Sammlung von Vogelbildern, eine reiche Quelle zur historischen Fauna und ihrer Verbreitung. Durch seine Beobachtungen registrierte er früh den sich um 1580 verstärkenden Umschwung des Klimas, der in die Kleine Eiszeit führte. Er empfahl deshalb seinem Landesherrn, Nahrungsvorräte anzulegen.

## Provenienz
Nach dem Tod von Marcus zum Lamm erbte sein Sohn Marcus Christian zum Lamm (1580–1625) auch den Thesaurus Picturarum. Er ergänzte das Werk auch noch nach 1606 geringfügig; auf ihn geht wahrscheinlich die heutige Zusammenstellung der Bände zurück. Der Kanzler der Landgrafschaft Hessen-Darmstadt, Anton Wolff von Todenwarth (1592–1641), wie Marcus zum Lamm in Speyer gebürtig, kaufte den Thesaurus Picturarum und vererbte ihn an seinen Sohn Eberhard (1614–1663). Landgraf Georg II. von Hessen-Darmstadt (1605–1661) bat Eberhard 1644 um das Werk, da seine Gemahlin, die Landgräfin Sophie Eleonore, Interesse daran hatte. Vor dem Erwerb durch den Landgrafen müssen einige Aquarelle verloren gegangen oder verkauft worden sein. Welcher der Vorbesitzer dafür verantwortlich gemacht werden kann, ist unklar.
Aus der landgräflichen Sammlung, später: Großherzogliche Hofbibliothek, gelangte der Thesaurus Picturarum in die staatliche Bibliothek, die heutige Universitäts- und Landesbibliothek Darmstadt. Dort ist sie als Handschrift unter der Signatur Hs 1971 erfasst.

## Wissenswertes
Eine ähnliche, aber nicht ganz so umfangreiche Sammlung der damaligen Zeit ist die Wickiana.